# Nâdiya (album)
Nâdiya è il terzo album in studio della cantante franco-algerina Nâdiya, pubblicato nel 2006.

## Tracce
1. Tous ces mots (feat. Smartzee) – 3:37
2. Au coeur de la rue – 3:41
3. Roc – 3:39
4. Dharma – 4:14
5. L'appel ("El Hamdoulilah" Intro) – 0:34
6. El Hamdoulilah – 4:03
7. Amies-ennemies – 3:47
8. Flashback (feat. Zo) – 3:23
9. Cette planète (Intro) – 0:09
10. Cette planète – 3:13
11. Au nom des tiens (feat. S.T.A.) – 3:23
12. Cheyenne – 3:28
13. L'enfant qu'on envoie se coucher – 0:37
14. Inch'allah – 4:31
15. Rêves d'enfants – 2:46
16. Emmène-moi – 3:58
17. Mektoub [outro] – 0:50